# FC Happy End Camenca
El FC Happy End Camenca fue un equipo de fútbol de Moldavia que jugó en la División Nacional de Moldavia, la primera división de fútbol en el país.

## Historia
Fue fundado en el año 1999 en la ciudad de Camenca y su primera temporada fue en la Divizia B 1999/2000 en la que salió campeón de su grupo y obtuvo el ascenso a la Divizia A para la siguiente temporada.
En su primera temporada en segunda división termina en segundo lugar, pero logra el ascenso a la División Nacional de Moldavia debido a que el campeón FC Sheriff-2 Tiraspol no es elegible para jugar en primera división.
Su debut en la primera división nacional también fue su despedidoa al terminar en último lugar en donde solo ganó tres de los 28 partidos jugados, aunque desaparece al otorgar su plaza en la segunda división al Energetic Dubasari.

## Palmarés
- Divizia B: 1

1999/2000

## Temporadas
| Temporada | Liga | Pos. | J  | G  | E | P  | GF | GC | Pts. | Copa |
| --------- | ---- | ---- | -- | -- | - | -- | -- | -- | ---- | ---- |
| 1999-2000 | B    | 1    | 22 | 20 | 1 | 1  | 88 | 13 | 61   |      |
| 2000-2001 | A    | 2    | 30 | 22 | 2 | 6  | 75 | 21 | 68   | 1/4  |
| 2001-2002 | DN   | 8    | 28 | 3  | 6 | 19 | 23 | 69 | 15   | 1/4  |